# Just Dance (datorspelsserie)
Just Dance är en TV-spelsserie i genren dansspel utvecklad av Ubisoft.

## Spel

### Huvudserien
- Just Dance
- Just Dance 2
- Just Dance 3
- Just Dance 4
- Just Dance 2014
- Just Dance 2015
- Just Dance 2016
- Just Dance 2017
- Just Dance 2018
- Just Dance 2019
- Just Dance 2020
- Just Dance 2021
- Just Dance 2022
- Just Dance 2023 Edition
- Just Dance 2024 Edition
- Just Dance 2025 Edition

### Japan-exklusiva
- Just Dance Wii
- Just Dance Wii 2
- Just Dance Wii U
- Yo-Kai Watch Dance: Just Dance Special Version

### Kids-serien
- Just Dance Kids
- Just Dance Kids 2
- Just Dance Kids 2014

### Experience-serien
- Michael Jackson: The Experience
- The Black Eyed Peas Experience
- The Hip Hop Dance Experience

### Andra spinoff-spel
- Dance on Broadway
- The Smurfs Dance Party
- Abba: You Can Dance

### Disney-serien
- Just Dance: Disney Party
- Just Dance: Disney Party 2

### Special-versioner
- Just Dance 2: Extra Songs
- Just Dance: Best Of
- Just Dance Now
- Just Dance Unlimited
- Just Dance+
- Just Dance VR

## Film
14 januari 2019 meddelade Deadline att Screen Gems hade köpt filmrättigheterna till Just Dance, Jason Altman and Margaret Boykin från  Ubisoft Film and Television som kommer att produceras av Jodi Hildebrand och Will Gluck från Olive Bridge Entertainment.